# Villeconin
Villeconin ist eine französische Gemeinde im Département Essonne in der Region Île-de-France mit 768 Einwohnern (Stand: 1. Januar 2022). Sie gehört zum Arrondissement Étampes und zum Kanton Dourdan. Die Einwohner werden Villeconinais genannt.

## Geographie
Villeconin liegt etwa 42 Kilometer südsüdwestlich des Zentrums von Paris an der Renarde. Umgeben wird Villeconin von den Nachbargemeinden Saint-Chéron im Norden, Souzy-la-Briche im Nordosten, Chauffour-lès-Étréchy im Osten, Étréchy im Südosten, Brières-les-Scellés im Süden, Boissy-le-Sec im Südwesten und Westen sowie Sermaise im Westen und Nordwesten.

## Bevölkerungsentwicklung
| Jahr                      | 1962 | 1968 | 1975 | 1982 | 1990 | 1999 | 2006 | 2019 |
| Einwohner                 | 280  | 284  | 342  | 387  | 528  | 637  | 697  | 726  |
| Quelle: Cassini und INSEE |      |      |      |      |      |      |      |      |

## Sehenswürdigkeiten
- Kirche Saint-Aubin, seit 1926 Monument historique
- Schloss Saudreville mit Park aus dem 17. Jahrhundert, seit 1972 Monument historique
- Schloss Villeconin, seit 1926 Monument historique
- ehemalige Burg La Grange

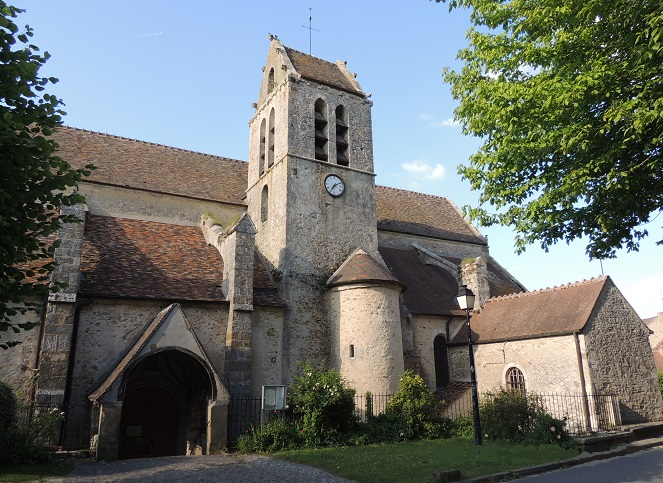
Kirche Saint-Aubin
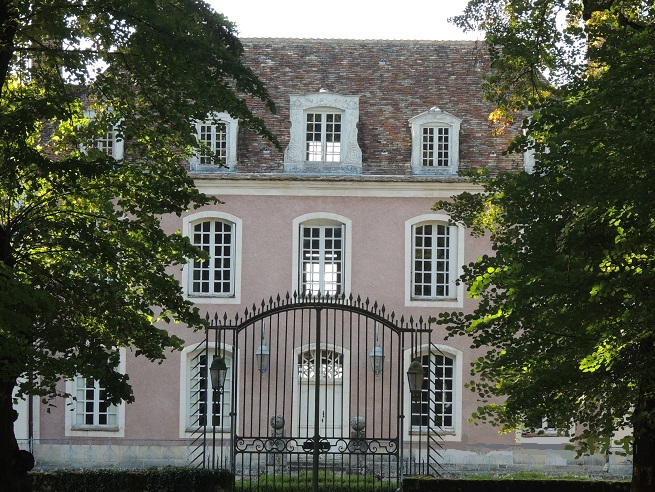
Schloss Saudreville
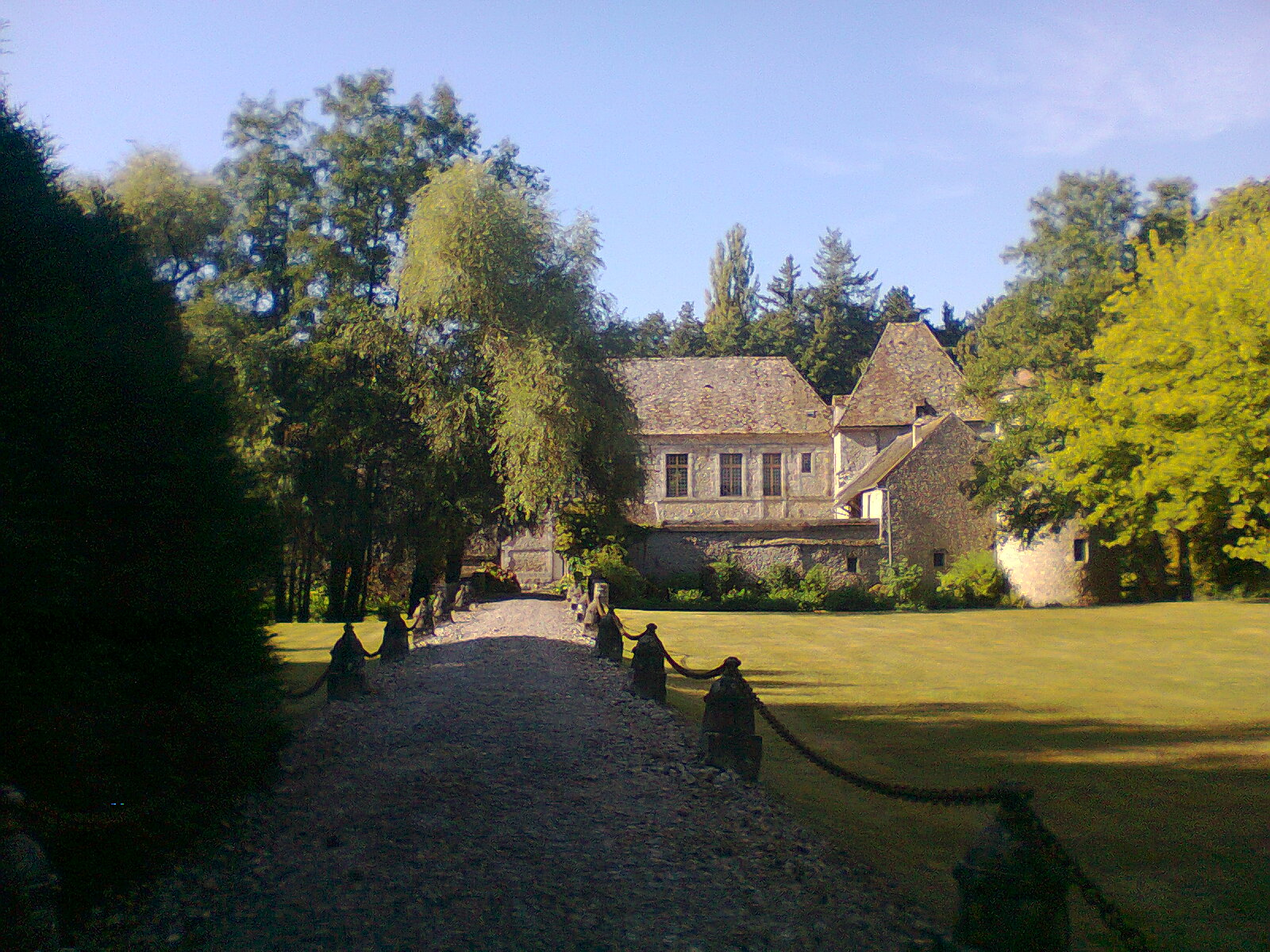
Schloss Villeconin
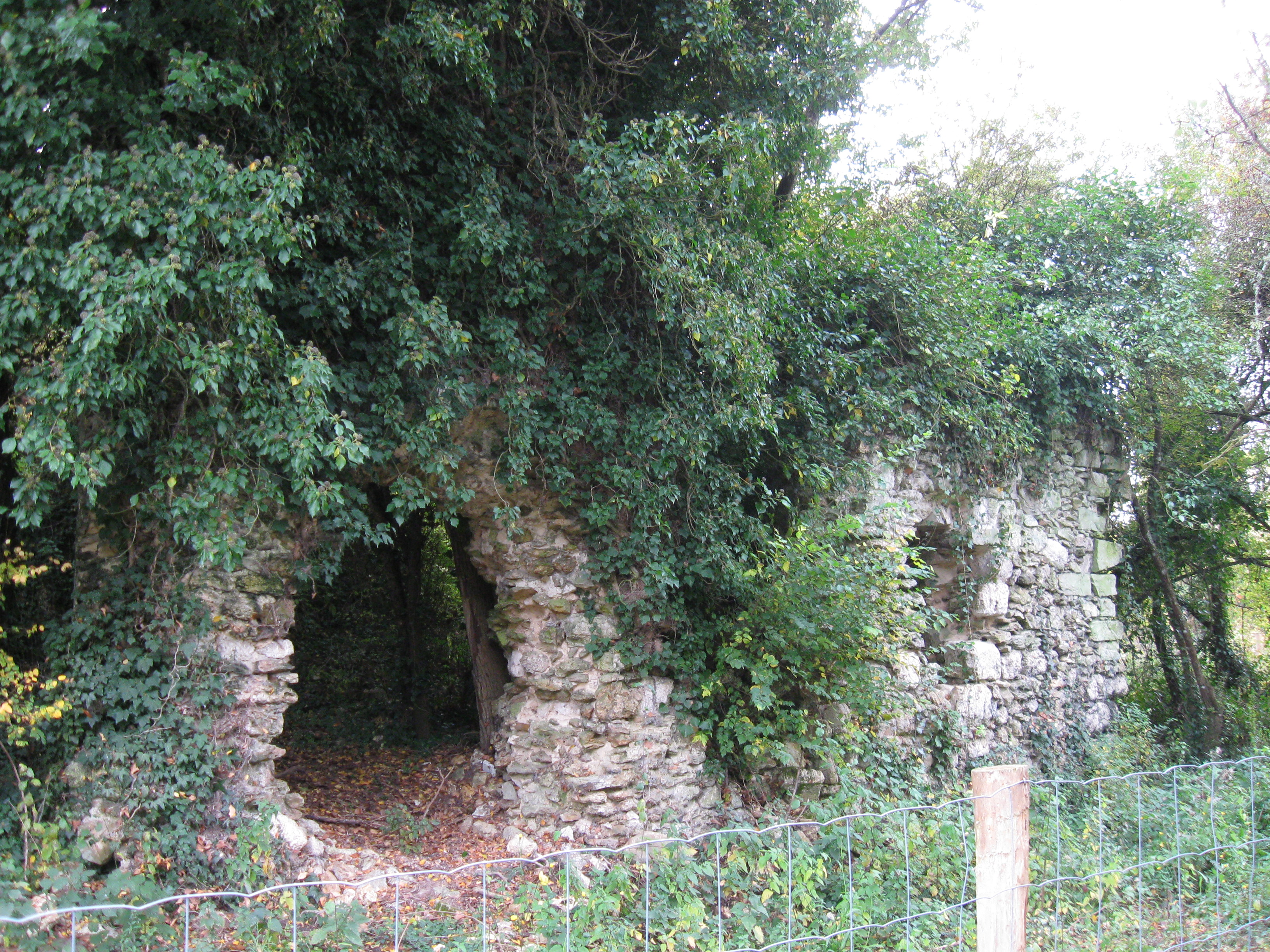
Reste der Burg La Grange